# Камни преткновения

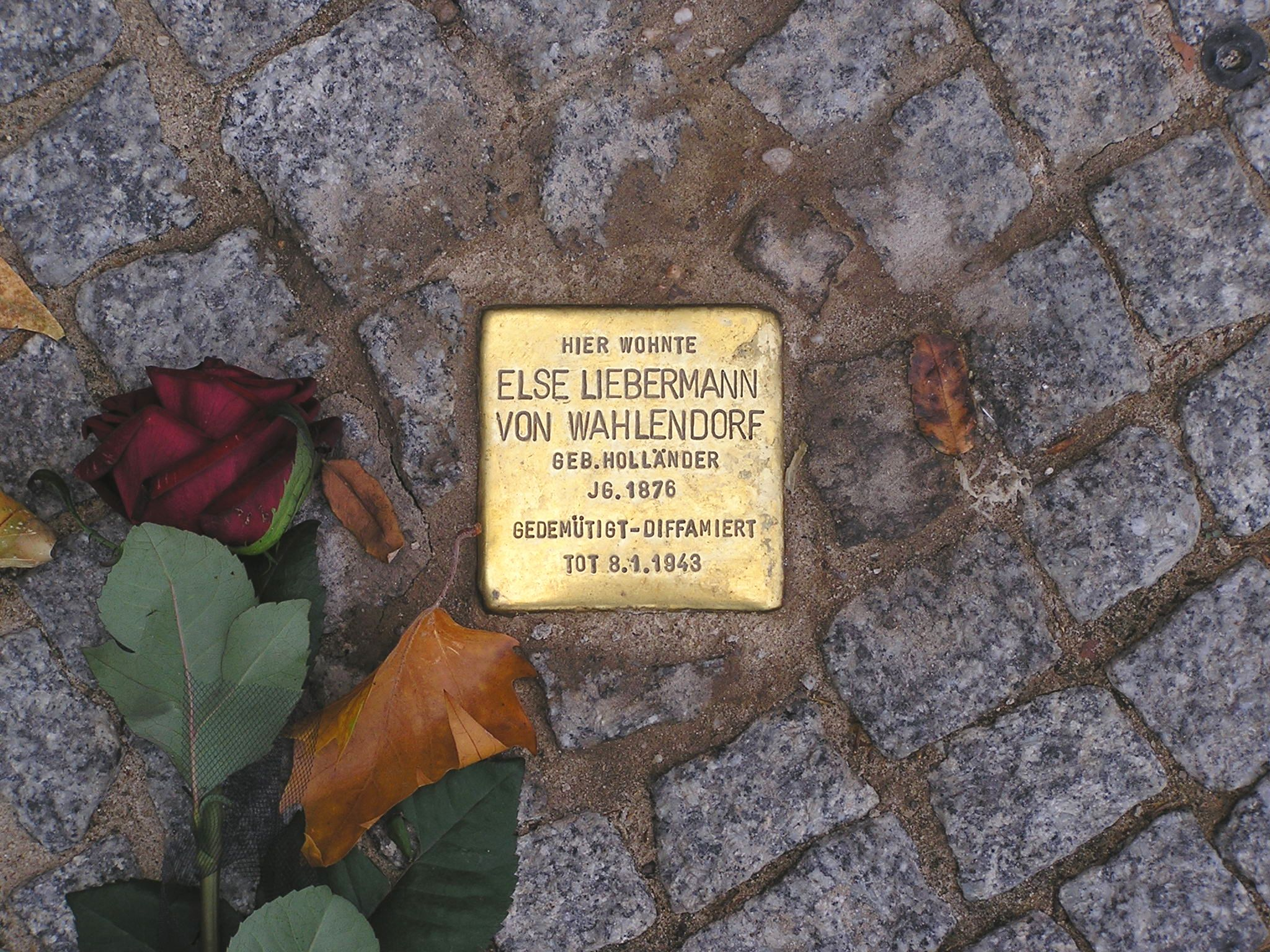
«Здесь жила Эльзе Либерманн фон Валендорф, урождённая Холландер. Родилась в 1876. Униженная и оклеветанная, убита 8 января 1943»

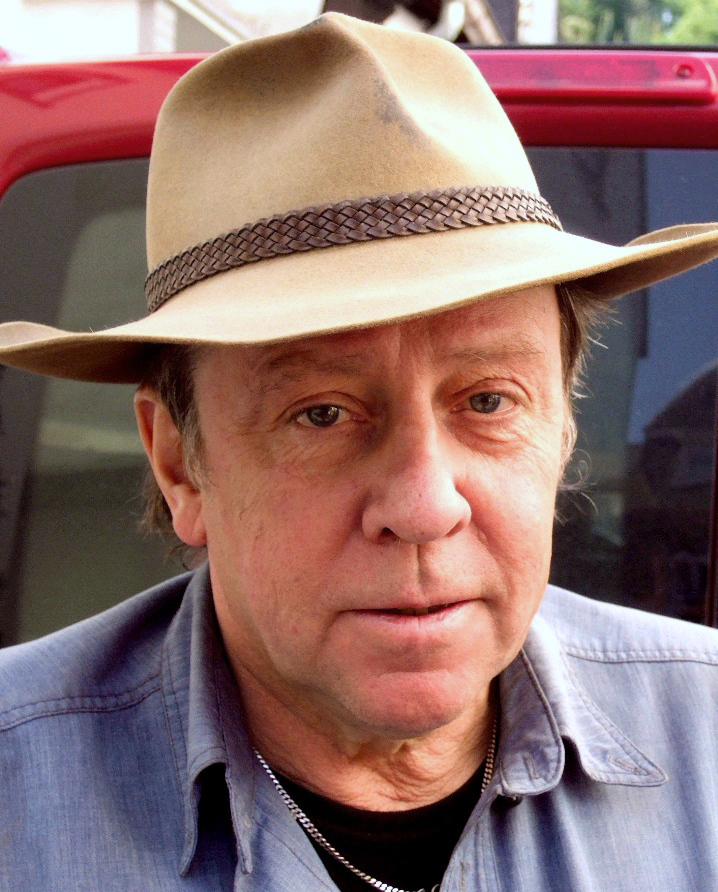
Гюнтер Демниг

Ка́мни преткнове́ния (нем. Stolpersteine; ед. ч. нем. Stolperstein; произношение: [ˈʃtɔlpɐˌʃtaɪn] (слушать)о файле, Штолперштайн) — проект немецкого художника Гюнтера Демнига, представляющий собой бетонные кубы примерно 10 см в каждом измерении, встроенные в мостовые или тротуары перед бывшими домами жертв нацистского режима. На латунной пластине, закреплённой на камне сверху, выгравированы имя, год рождения, год и место смерти человека.
Цель проекта Stolpersteine, начавшегося в Германии и впоследствии распространившегося на большинство стран географической Европы, состоит в том, чтобы напоминать людям о судьбах жертв нацизма, о тех, кто был убит, изгнан или вынужден пойти на самоубийство. Бо́льшая часть камней установлена в память еврейских жертв нацизма. Другие камни установлены в память цыган, Свидетелей Иеговы, гомосексуалов, левых, участников Движения Сопротивления и других.

## История проекта
Идея проекта возникла у Демнига в 1992 году; в следующем году он представил её на выставке в Кёльне.
К апрелю 2015 года было установлено 50 000 камней в 1200 городах и населённых пунктах Германии, Австрии и других европейских стран.
29 декабря 2019 г. автор установил в Меммингене 75 000-й камень.
100 000-й камень преткновения Гюнтер Демниг установил в Нюрнберге 26 мая 2023 года.
С камнями должны храниться воспоминания о преследованиях нацистской эпохи. Они побуждают прохожего остановиться и прочесть написанное.

## Финансирование проекта
До 2012 года стоимость одного камня составляла 95 евро. С 2012 года цена выросла до 120 евро. Работа производится вручную. Затраты на проект покрываются за счёт благотворительных сборов и пожертвований.

## Статистика и география «Камней преткновения»
К 2019 годах были установлены около 70 тысяч «камней» в более чем двух тысячах населенных пунктов в 24 странах мира (в основном, в Западной Европе). Есть «камни преткновения» на Украине, в России (четыре «камня» в Орле и области, заложенные лично Демнигом в 2013 году). «Камни преткновения» также могут устанавливаться в странах, где не было Холокоста. Например, «камень преткновения» был установлен в Аргентине.
В Италии первые «камни преткновения» были заложены в Риме в 2010 году. В настоящее время эти памятные знаки установлены в Больцано, Венеции, Генуе, Л’Акуиле, Ливорно, Милане, Реджо-Эмилии, Сиене, Турине, а также во многих других небольших городах.

## Критика
Еврейское сообщество Мюнхена признало проект неуважительным, увидев в нём «топтание ногами имён погибших людей». Демниг ответил, что «те, кто нагибается, чтобы прочесть надписи на камнях, кланяются жертвам.» Кроме того, регулярно многие граждане собственноручно полируют таблички специально распространяемыми тканевыми салфетками, отдавая дань памяти погибшим. Тем не менее Еврейское сообщество Мюнхена убедило власти Мюнхена не выдавать разрешения на установку «Камней преткновения».

## Влияние

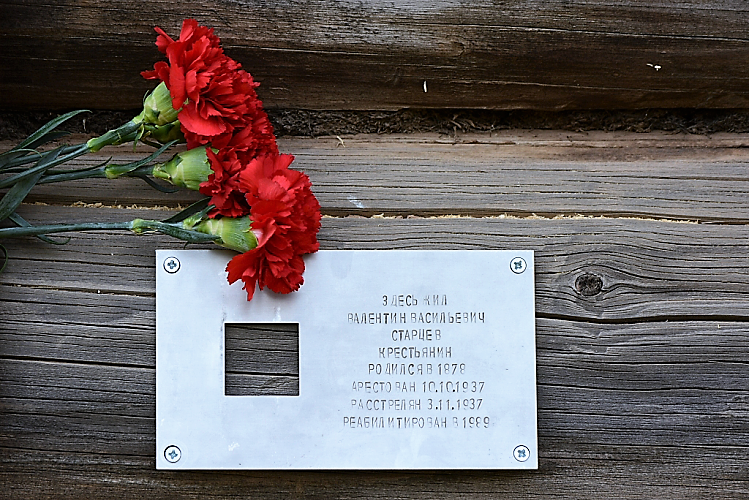
Табличка «Последнего адреса» на крестьянском доме

Идеи проекта нашли продолжение в гражданской инициативе «Последний адрес». Начавшаяся в России и поддержанная частью граждан Украины, Чехии и рядом других стран, включая Германию. Движение «Последний адрес» увековечивает память жертв коммунистических репрессий путём установки мемориальных табличек на домах, где жили люди, ставшие жертвами государственного террора.